# Shaquell Moore
Shaquell Kwame „Shaq“ Moore (* 2. November 1996 in Powder Springs, Georgia) ist ein US-amerikanischer Fußballspieler, der aber auch die Staatsbürgerschaft von Trinidad und Tobago innehat.

## Karriere

### Verein
Er war bis Sommer 2014 in der IMG Soccer Academy. Danach zog er nach Spanien, wo er ab Mai 2015 beim Drittligisten Huracán Valencia CF spielte. Im Januar 2016 wechselte er weiter zu Oviedo Vetusta, wo er auch nur bis zum Ende der Spielzeit war. Zur Spielzeit 2016/17 unterschrieb er einen Vertrag bei der Reserve-Mannschaft von UD Levante, welche Atlético Levante UD ist. Ein paar Mal kam er dort sogar für die erste Mannschaft in LaLiga zum Einsatz. Zur Hinrunde 2018/19 wurde er noch einmal zu Reus Deportiu verliehen.
Nach der 2018/19 endete sein Vertrag bei Levante schließlich und er wechselte zu CD Teneriffa. Hier verbrachte er drei Spielzeiten in der Segunda División und verlor am Ende mit seinem Team nur knapp die Play-offs um den Aufstieg. So kehrte er im Sommer 2022 schließlich in sein Geburtsland zurück und steht seitdem beim MLS-Franchise Nashville SC unter Vertrag.

### Nationalmannschaft
Sein Debüt in der US-amerikanischen Nationalmannschaft hatte er am 2. Juni 2018 bei einer 1:2-Freundschaftsspielniederlage gegen Irland, als er zur 70. Minute für DeAndre Yedlin eingewechselt wurde. In den nächsten Monaten wirkte er noch bei ein paar weiteren Freundschaftsspielen mit.
Nach November 2018 kam er aber erst einmal gar nicht mehr zum Einsatz. Gut drei Jahre später kehrte er beim Gold Cup 2021 ins Nationalteam zurück, wo er auch in jedem weiteren Spiel zum Einsatz kam und am Ende mit seinem Team den Pokal in die Höhe strecken konnte. Kurz danach kam er auch in weiteren Spielen der Qualifikation für die Weltmeisterschaft 2022 zum Einsatz. Im November wurde er daran anschließend auch für den finalen Team-Kader bei der Endrunde der Weltmeisterschaft 2022 nominiert. Dort bekam er per Einwechslung im zweiten Gruppenspiel dann auch seinen ersten Einsatz bei dem Turnier.